# U-20-Fußball-Afrikameisterschaft 2019
Die U-20-Fußball-Afrikameisterschaft 2019 (offiziell TOTAL U-20 Africa Cup of Nations 2019) war die 21. Auflage des vom afrikanischen Fußballverband (CAF) organisierten Turniers für U-20-Junioren-Fußballnationalmannschaften Afrikas.
Das Turnier wurde vom 2. bis zum 17. Februar 2019 in der Republik Niger ausgetragen. Die beiden Finalisten sowie die unterlegenen Halbfinalisten qualifizierten sich für die U-20-Weltmeisterschaft 2019 in Polen. Die Mannschaft Malis errang ihren ersten Titel.

## Teilnehmer
Die folgenden Mannschaften qualifizierten sich für die Endrunde:
- Burkina Faso
- Burundi
- Ghana
- Mali
- Niger
- Nigeria
- Senegal
- Südafrika

## Modus
Die Mannschaften spielten zunächst eine Vorrunde in zwei Gruppen mit je vier Mannschaften. Bei Punktgleichheit entschied der direkte Vergleich über die Platzierung. Die beiden Erstplatzierten jeder Gruppe qualifizierten sich für die Finalrunde. Dort wurde bei Gleichstand eine Verlängerung und ggf. ein Elfmeterschießen ausgetragen.

## Gruppe A
| Pl. | Verein    | Sp. | S | U | N | Tore    | Diff. | Punkte |
| --- | --------- | --- | - | - | - | ------- | ----- | ------ |
| 1.  | Nigeria   | 3   | 2 | 1 | 0 | 003:000 | +3    | 07     |
| 2.  | Südafrika | 3   | 1 | 2 | 0 | 002:100 | +1    | 05     |
| 3.  | Niger     | 3   | 0 | 2 | 1 | 004:500 | −1    | 02     |
| 4.  | Burundi   | 3   | 0 | 1 | 2 | 003:600 | −3    | 01     |

## Gruppe B
| Pl. | Verein       | Sp. | S | U | N | Tore    | Diff. | Punkte |
| --- | ------------ | --- | - | - | - | ------- | ----- | ------ |
| 1.  | Senegal      | 3   | 3 | 0 | 0 | 009:100 | +8    | 09     |
| 2.  | Mali         | 3   | 2 | 0 | 1 | 002:200 | ±0    | 06     |
| 3.  | Ghana        | 3   | 1 | 0 | 2 | 002:300 | −1    | 03     |
| 4.  | Burkina Faso | 3   | 0 | 0 | 3 | 001:800 | −7    | 0      |

## Halbfinale
Die Halbfinalspiele wurden am 13. Februar 2019 ausgetragen.
|         |   |           |                           |
| Nigeria | – | Mali      | 1:1 (1:1, 0:0), 4:5 i. E. |
| Senegal | – | Südafrika | 1:0                       |

## Spiel um den dritten Platz
Das Spiel um Platz 3 wurde am 16. Februar 2019 ausgetragen.
|         |   |           |                |
| Nigeria | – | Südafrika | 0:0, 3:5 i. E. |

## Finale
Das Finale wurde am 17. Februar 2019 ausgetragen.
|      |   |         |                           |
| Mali | – | Senegal | 1:1 (0:0, 0:0), 3:2 i. E. |

## Schiedsrichter
Hauptschiedsrichter:
- Pacifique Ndabihawenimana
- Antoine Effa
- Souleiman Ahmed Djama
- Amin Omar
- Peter Waweru
- Boubou Traoré
- Ahmad Imtehaz Heeralall
- Ali Mohamed Moussa
- Jean Claude Ishimwe
- Hassan Mohamed Hagi
- Kokou Ntalé
- Haythem Guirat

Schiedsrichterassistenten:
- Abdoulaziz Yacouba
- Jospin Luckner Malonga
- Samir Gamal Saad Mohamed
- Firmino Bassafim
- Lionel Hasinjarasoa
- Fabien Cauvelet
- Mostafa Akarkad
- Mathew Kanyanga
- Abdoul Aziz Moctar Saley
- Hamza Hagi Abdi
- Dick Okello
- Temesgin Samuel